# That’s the Way It Is (Mel & Kim-dal)
A That's the Way It Is című dal a brit Mel & Kim 1988-ban megjelent kislemeze, mely az Amerikába jöttem című filmzene albumon található. A film főszereplője Eddie Murphy volt. A dalt a Stock Aitken Waterman írta. A dal a 10. helyezést érte el a brit kislemezlistán, és ez volt a 4. Top 10-es dala a duónak.
A dal megjelenésekor Mel Applebynél rákot diagnosztizáltak, így 1987 közepén visszavonult a nyilvánosság elől. Appleby a kórházból érkezett a stúdióba, hogy felvegye a dal énekét. A duó nyilvánosságra hozta Mel betegségét, a kislemez kiadásakor, amikor 1988 áprilisában megjelentek a Wogan Show című műsorban. Eközben Mel még mindig kezelés alatt állt.
A kislemez B. oldalán a "You Changed My Life" című dal szerepel, melyben a testvérek társszerzőként szerepeltek. Ez volt az első ilyen daluk. A dal nem szerepelt a duó debütáló albumán, azonban a 2010-es deluxe kiadásra felkerült a dal.
Mel betegsége miatt a dalhoz nem készült videoklip, ehelyett egy stúdióban táncosok általi felvétel készült, hasonlóan, mint az "FLM" című dalhoz. A videóban korábbi videóklip vágások, és élő felvételek láthatóak.

## UK megjelenések
7" (SUPE 117)
1. "That's the Way It Is" 3:25
2. "You Changed My Life" 3:21

12" (SUPE T 117 / RCA PT 41832)
1. "That's the Way It Is" (12"/Club mix) 6:47
2. "I'm the One Who Really Loves You" (US remix) 5:57
3. "You Changed My Life" 3:21

12" picture disc (SUPE TP 117)
1. "That's the Way It Is" (12"/Club mix) 6:47
2. "I'm the One Who Really Loves You" (US remix) 5:57
3. "You Changed My Life" 3:21

12" remix (SUPE TX 117)
1. "That's the Way It Is" (House remix/Special mix) 6:42
2. "I'm the One Who Really Loves You" (US remix) 5:57
3. "You Changed My Life" 3:21

12" remix (SUPE TZ 117)
1. "That's the Way It Is" (Acid House mix) 7:38
2. "That's the Way It Is" (Acid dub)
3. "You Changed My Life" 3:21

CD single (SUPCD 117)
1. "That's the Way It Is" (12"/Club mix) 6:47
2. "I'm the One Who Really Loves You" (US mix) 5:57
3. "You Changed My Life" 3:21

## Hivatalos verziók
- Album/7" version 3:25
- 12"/Club mix 6:47
- House remix/Special mix 6:42
- Acid House mix 7:38
- Acid dub

## Slágerlista
| Slágerlista (1988)                  | Legjobb helyezések |
| ----------------------------------- | ------------------ |
| Australia (Australian Music Report) | 28                 |
| Belgium (Ultratop Flanders)         | 4                  |
| Denmark (IFPI)                      | 11                 |
| France (SNEP)                       | 36                 |
| Germany (GfK Entertainment Charts)  | 18                 |
| Ireland (IRMA)                      | 11                 |
| Netherlands (Single Top 100)        | 5                  |
| New Zealand (Recorded Music NZ)     | 10                 |
| Switzerland (Schweizer Hitparade)   | 9                  |
| UK (Official Charts Company)        | 10                 |